# Hazembourg
Hazembourg é uma comuna francesa na região administrativa de Grande Leste, no departamento de Mosela. Estende-se por uma área de 1,72 km². Em 2010 a comuna tinha 149 habitantes (densidade: 86,6 hab./km²).